# Vipshop
Vipshop Holdings Limited (кит. трад. 唯品会, пиньинь Wei Pin Hui, палл. Вэйпиньхуэй, буквально: «Випшоп») — китайская компания электронной коммерции, управляющая веб-сайтами VIP.com и Shan Shan Outlets (один из крупнейших маркетплейсов и онлайн-дискаунтеров мира). Основана в 2008 году, штаб-квартира расположена в Гуанчжоу. Входит в число крупнейших публичных компаний страны (в рейтинге Forbes Global 2000 за 2022 год заняла 1496-е место в мире). 

## История
Компанию основали летом 2008 года бизнесмены Я Шэнь и Сяобо Хун из Вэньчжоу (сайт Vipshop.com начал работу в декабре 2008 года). В конце 2010 года DCM Ventures и Sequoia Capital вложили в Vipshop 20 млн долларов. В марте 2012 года Vipshop вышла на Нью-Йоркскую фондовую биржу. В ноябре 2013 года платформа сменила имя на VIP.com, в сентябре 2014 года был запущен сервис VIP International. В 2015 году компания запустила собственную систему логистики и дистрибуции, а в 2016 году — собственную систему финансовых услуг (включая микрокредитование). В 2016 году платформа обработала 269,8 млн заказов, в 2017 году число клиентов Vipshop превысило 52 млн человек.

## Деятельность
Платформа электронной коммерции Vipshop входит в пятёрку ведущих маркетплейсов Китая (наряду с платформами Alibaba Group, JD.com, Pinduoduo и Meituan). Сайты Vipshop Holdings (vip.com и lefeng.com) предлагают разнообразный ассортимент товаров от более чем 17 тыс. китайских и международных брендов, включая женскую и мужскую одежду, обувь, спортивные товары, товары для детей, сумки, бижутерию, мебель, декор, предметы домашнего обихода, косметику, парфюмерию, бытовую химию, игрушки, бытовую электронику и электротехнику, продукты питания и напитки, товары для домашних животных. Кроме того, платформа Vipshop оказывает финансовые онлайн-услуги, в том числе потребительское кредитование.
По итогам 2021 года основные продажи пришлись на Vip.com (97,5 %) и Shan Shan Outlets (1,3 %). Вся выручка пришлась на китайский рынок.

## Акционеры
По состоянию на 2022 год крупнейшими институциональными акционерами Vipshop являлись Harris Associates (5,14 %), HHLR Advisors (3,61 %), BlackRock Fund Advisors (2,65 %), Krane Funds Advisors (2,58 %), Allspring Global Investments (2,22 %), The Vanguard Group (2,19 %), Dimensional Fund Advisors (1,96 %) и UBS Asset Management (1,32 %).